# Vaçe Zela
Vaçe Zela (7. dubna 1939 Lushnjë – 6. února 2014 Basilej) byla albánská zpěvačka, řazená obvykle k folku nebo šansonu. Bývá označována za „královnu albánské písně“ a „zlatý hlas Albánie“. Často byla přirovnávána k Edith Piaf. Začínala jako zpěvačka lidových písní, kariéru v pop music začala roku 1962, ve 23 letech, a rychle se stala jedním z nejpopulárnějším albánských hudebníků. Její sláva kulminovala v 70. letech. V roce 1962 vyhrála první ročník Festivali i Këngës, což se jí později podařilo ještě devětkrát zopakovat (1964, 1966, 1967, 1968, 1970, 1973, 1976, 1977, 1980). Akce se přitom stala vrcholnou událostí albánského šoubyznysu (dnes je kvalifikačním kolem Eurovison Song Contest). V průniku do zahraničí ji zabraňoval extrémně uzavřený komunistický albánský režim, který výjezdy svých umělců do ciziny prakticky nedovoloval. Stala se první albánskou zpěvačkou, která se začala sama doprovázet na kytaru. Za socialismu získala tituly zasloužilý umělec (1973) a národní umělec (1977). Kariéru ukončila roku 1992. V roce 2009 vyhlásilo ministerstvo cestovního ruchu a kultury „rok Vaçe Zely“. V roce 2002 jí bylo tehdejším prezidentem republiky Alfredem Moisiuem uděleno nejvyšší albánské civilní vyznamenání „Čest národa“ (Nderi i Kombit). Byla zařazena do knihy 500 nejvlivnějších lidí světa vydané Americkým biografickým institutem, jako jediný Albánec. Zemřela ve Švýcarsku, ale přála si, aby její ostatky byly převezeny do vlasti, a pohřbena je tak v Albánii.